# XI район (Подгуже-Духацке)
XI район Подгу́же-Духа́цке (пол. Dzielnica XI Podgórze Duchackie) — административно-территориальная и вспомогательная единица Краковской городской гмины, один из 18 административных районов Кракова. Администрация района располагается по адресу ul. Marii I Bolesława Wysłouchów 34.

## География
XI район Подгуже-Духацке граничит на востоке с районом XII Бежанув-Прокоцим и на западе с районом IX Лагевники — Борек-Фаленцкий, на юге с районом X Свошовице и на севере с районом XIII Подгуже.
Площадь района составляет 1005,34 гектара. В состав района входят кварталы Бонарка, Воля-Духацкая, Воля-Духацкая Всхуд, Воля-Духацкая Захуд, Курдванув, Кордванув-Новы, Оседле Пяски-Нове, Оседле Подлесе, Пяски-Вельки.

## История
До 1990 года территорию современного района входила в состав района Подгуже. Современный район был учреждён 27 марта 1991 года решением № XXI/143/91 городского совета Кракова. Современные границы дзельницы были утверждены решением городского совета № XVI/192/95 от 19 апреля 1995 года.

## Население
Численность населения района составляет 53 954 человек.

## Достопримечательности
- Кладбище «Воля-Духацкая»;
- Церковь Пресвятой Девы Марии Розария;
- Церковь Воскресения Господня.